# سكووب!
سكووب! (بالإنجليزية: Scoob!‎)‏ هو فيلم كوميدي أمريكي للرسوم المتحركة بالكمبيوتر لعام 2020 من إنتاج مجموعة Warner Animation Group ويستند إلى امتياز سكوبي دو. الفيلم من إخراج توني سيرفون من سيناريو لآدم زتيكيل، وجاك دونالدسون، وديريك إليوت، ومات ليبرمان، وقصة ليبرمان، وإيال بوديل، وجوناثون إي ستيوارت. إنها تبرز أصوات فرانك ويلكر بالشخصية الفخارية.

## القصة
سجق و سكوبي دو هناك اتصال فوري يشمل الطعام عندما التقيا لأول مرة، وسرعان ما انضموا إلى المحققين الشباب فريد و فيلما و دافني لإنشاء سر S / A. ولكن، بعد حل مئات الحالات، يواجهون تحدي منع "نهاية العالم"، والذي سيأتي عندما يتم إطلاق شبح الكلب سيربيروس في العالم.

## وصلات خارجية
- سكووب! على موقع IMDb (الإنجليزية)
- سكووب! على موقع ميتاكريتيك (الإنجليزية)
- سكووب! على موقع روتن توميتوز (الإنجليزية)
- سكووب! على موقع نتفليكس (الإنجليزية)
- سكووب! على موقع قاعدة بيانات الأفلام العربية
- سكووب! على موقع ألو سيني (الفرنسية)
- سكووب! على موقع Turner Classic Movies (الإنجليزية)
- سكووب! على موقع أول موفي (الإنجليزية)
- سكووب! على موقع فيلمافينيتي (الإسبانية)
- سكووب! على موقع قاعدة بيانات الفيلم (الإنجليزية)